# The Killers (pel·lícula)
The Killers és una pel·lícula negra estatunidenca dirigida per Robert Siodmak, estrenada el 1946 amb Burt Lancaster, Edmond O'Brien i Ava Gardner en els papers principals. És basada en la novel·la homònima d'Ernest Hemingway de 1927.
El 2008, la pel·lícula va entrar en el National Film Registry per ser conservada a la Biblioteca del Congrés dels Estats Units.

## Argument[1]
Dos assassins desembarquen un vespre en un restaurant d'un tranquil municipi de Nova Jersey, a la recerca del «suec», empleat d'una benzinera veïna. Previngut del perill per un client, Nick Adams, l'home no intenta tanmateix fugir i és assassinat.
Un investigador de la companyia que ha assegurat l'empleat de la benzinera reconstituirà el fil dels esdeveniments que han conduït a l'homicidi interrogant les persones que l'havien conegut.

## Repartiment
- Burt Lancaster: Ole Andreson («El suec»)
- Ava Gardner: Kitty Collins
- Edmond O'Brien: Jim Reardon
- Albert Dekker: Big Jim Colfax
- Sam Levene: Inspector Sam Lubinsky
- Vince Barnett: Charleston
- Virginia Christine: Lilly Harmon Lubinsky
- Charles D. Brown: Packy Robinson
- Jack Lambert: 'Dum-Dum' Clarke
- Donald MacBride: R.S. Kenyon
- Charles McGraw: Al
- William Conrad: Max
- Phil Brown: Nick Adams
- Queenie Smith: Mary Ellen Daugherty
- Jeff Corey: 'Blinky' Franklin
- Harry Hayden: George
- Bill Walker: Sam

No surten als crèdits
- Gino Corrado: Cap del restaurant
- Howard Freeman: Cap de policia Brentwood
- Vera Lewis: 'Ma' Hirsch
- Charles Middleton: Granger
- John Miljan: Jake 'the Rake'

## Al voltant de la pel·lícula
- Un dels cambrers del bar es diu Hemingway;
- La primera desena de minuts de la pel·lícula és fidel a la novel·la de Hemingway, la continuació és totalment imaginada pels guionistes Anthony Veiller i John Huston. Així el personatge de l'agent d'assegurances és inexistent amb Hemingway.
- Una segona adaptació, més fidel a la novel·la, va ser dirigida el 1956 per Andrei Tarkovski com a Els assassins;
- Un remake va ser rodat el 1964 per Don Siegel, també amb el títol The Killers ;
- Es van fer servir escenes de la pel·lícula per Dead Men Don't Wear plaid, estrenada el 1982;
- La música de la pel·lícula, composta per Miklós Rózsa, ha servit per a la sèrie de televisió Dragnet.

## Premis i nominacions

### Nominacions[3]
- 1947: Oscar al millor director per Robert Siodmak
- 1947: Oscar al millor guió adaptat per Anthony Veiller
- 1947: Oscar al millor muntatge per Arthur Hilton
- 1947: Oscar a la millor banda sonora per Miklós Rózsa